# 石井敏郎
石井 敏郎（いしい としろう、1933年1月31日 - 2025年5月13日）は、日本の俳優、声優。政治家。加須市議会議員（4期、無所属）。日中友好加須市民会議会長。東京府東京市（現東京都）杉並区高円寺出身、埼玉県浦和市（現さいたま市）育ち。

## 経歴
東京市（現東京都）杉並区高円寺で生まれ、埼玉県浦和市（現さいたま市）で育つ。高砂小学校卒業直前に札幌市に疎開。旧制札幌一中、北海道札幌東高等学校、早稲田大学第一文学部卒業。
俳優を志して1952年に劇団民藝に入団し、『五稜郭血書』の兵士役が初舞台となる。1958年に劇団三期会に入団。その後は声優となり、主に外画の吹き替えに出演している。江崎事務所を経て、同人舎プロダクションに所属していたが、同社の廃業後はオフィス薫に所属。
中国語に堪能で、1965年から日中友好運動に係わり、1975年から1979年まで中国政府の招請で日本語専門家として北京外文出版社に勤務し、北京外国語大学の講師も務めた。1980年からは埼玉県加須市に在住。1991年から4期に渉って同市の市議会議員を務めた。
2021年2月、高齢者叙勲で旭日双光章受章（地方自治功労）。
2025年5月13日死去、92歳。死没日をもって従六位に叙される。

## 人物
声種はテノール。
趣味は合唱、朗読。

## 出演

### テレビアニメ
1963年
- 鉄腕アトム (アニメ第1作)

1965年
- ジャングル大帝（魚A）
- W3（動物園園長）

1968年
- 怪物くん

1969年
- ムーミン

1970年
- あしたのジョー（1970年 - 1971年）

1971年
- アニメンタリー 決断
- アンデルセン物語
- ゴルゴ13
- さすらいの太陽（労務者A）

1972年
- 樫の木モック（その父、紳士、コウノトリ）
- 科学忍者隊ガッチャマン（主人、調査官）

1973年
- エースをねらえ!
- 空手バカ一代（1973年 - 1974年）
- けろっこデメタン（執事 / アオヱ門）
- 侍ジャイアンツ（橋村）
- ど根性ガエル

1974年
- 昆虫物語 新みなしごハッチ
- 破裏拳ポリマー（ピカデール 他）

1979年
- ザ☆ウルトラマン

1980年
- がんばれゴンベ（フーコのおじいちゃん）
- 鉄人28号（モロー博士）
- 鉄腕アトム (アニメ第2作)（司会者）
- ニルスのふしぎな旅（商人）
- 最強ロボ ダイオージャ

1982年
- 新みつばちマーヤの冒険（ゲンゴロウ老人）
- 魔法のプリンセス ミンキーモモ（1982年 - 1983年、ベリリッチ）

1983年
- キャッツ・アイ

1984年
- 牧場の少女カトリ（銃を持った農夫A）

1986年
- プロゴルファー猿（記者）

1987年
- エスパー魔美（1987年 - 1988年、源さん、イカ金）

1988年
- トランスフォーマー 超神マスターフォース（ブラニュー博士）

1989年
- 昆虫物語 みなしごハッチ（バッタ）
- 美味しんぼ（店主、幹事A、男A）

1990年
- 楽しいムーミン一家（じゃこうネズミ）
- 八百八町表裏 化粧師（武蔵屋）

1991年
- 絶対無敵ライジンオー（1991年 - 1992年、矢沢栄吉郎）

2009年
- 名探偵コナン（2009年 - 2013年、駒塚宏、漁師）

2010年
- 閃光のナイトレイド

### 劇場アニメ
- 家なき子（1980年）
- ドラえもん のび太のパラレル西遊記（1988年、コンピューター）
- 安達が原（1991年、男[15]）

### OVA
- 戦え!超ロボット生命体トランスフォーマー スクランブルシティ発動編（1986年）
- 絶対無敵ライジンオー 初恋大作戦!（1992年、矢沢校長[16]）
- 絶対無敵ライジンオー 陽昇城からくり夢日記（1992年、矢沢校長[17]）
- 装甲騎兵ボトムズ ペールゼン・ファイルズ（2007年、軍警察 通信兵）

### ゲーム
- ディズニープリンセス 魔法の世界へ（2007年、おこりんぼ）

### ドラマCD
- 絶対無敵ライジンオー ドラマCDスペシャル 絶対無敵の玉手箱（トウトウココマデヤッチマッタ）（矢沢永吉郎）
- 八つ墓村 角川ドラマルネッサンス（諏訪弁護士）

### 吹き替え

#### 映画
- アート・オブ・ウォー（ウー〈ジェームズ・ホン〉）※テレビ朝日版
- アーネスト、クリスマスを救え!（入国審査官2、調書をとる巡査、守衛）
- 愛と喝采の日々（マイケル・クック）※TBS版
- 赤鼻のトナカイ ルドルフ物語（チクタク将軍〈ポール・フリーズ〉）
- 暗黒の恐怖（ポルディ〈ガイ・トマジャン〉、警官）
- アンダー・プレッシャー（エルギン・ベイツ）
- イングリッシュ・ペイシェント ※ソフト版
- ウォール街（ルー・マンハイム〈ハル・ホルブルック〉）※機内上映版
- SF火星の謎/アストロノーツ（ワイリー博士〈リチャード・アンダーソン〉）
- エクスタミネーター（政治家）※フジテレビ版
- エデンの東
- オーメン2/ダミアン（マイケル〈リチャード・ヘンドリー〉）※TBS版
- 大いなる男たち（ロハス将軍〈トニー・アギラー〉）
- 大いなる決闘
- 大いなる眠り（カーソン警部〈ジョン・ミルズ〉）※TBS版
- オデッサ・ファイル（グライファー将軍〈ギュンター・マイスナー〉）※テレビ朝日版
- 海外特派員（クルーグ）
- カイロの紫のバラ（ジェイソン〈ジョン・ウッド〉）
- 火星人地球大襲撃（警部）※NETテレビ版
- 風と共に去りぬ（ミード医師〈ハリー・ダヴェンポート〉）※機内上映版
- カプリコン・1（バーゲン博士〈ダレル・ツワーリング〉）
- Q&A（ラリー・“フランコーニ”・ペッシュ）※ソフト版
- 吸血鬼ドラキュラの花嫁（ハンス、セブリン）
- 恐怖の魔力/メドゥーサ・タッチ
- キラー・エリート（イー）
- グッドフェローズ（フランキー・カーボーン〈フランク・シベロ〉）
- グレムリン（ミスター・ウィング〈ケイ・ルーク〉）※ソフト版、テレビ朝日版
- グレムリン2 新・種・誕・生（ミスター・ウィング〈ケイ・ルーク〉）
- 黒い罠
- 黒ひげ大旋風（メル・ウィリス）※ソフト版
- 刑事ジョー ママにお手あげ（ポーリー〈マーティン・フェレロ〉）※ソフト版
- 刑事ジョン・ブック 目撃者 ※テレビ朝日版
- 刑事ニコ/法の死角（ストローザ警部補〈ジョゼフ・F・コサラ〉、ハリソン上院議員）※ソフト版
- ケイン号の叛乱（ラビット）※フジテレビ版
- 原子力潜水艦浮上せず
- 候補者ビル・マッケイ
- 荒野の七人
- 国際諜報局（チコ）
- サハラ戦車隊 ※NET版
- ザ・プレイヤー（アンディ・シヴェラ〈ディーン・ストックウェル〉）※テレビ朝日版
- 猿の惑星（騎兵隊長〈ノーマン・バートン〉、牧師）※TBS版（日本語吹替完全版Blu-rayBOX収録）
- 三十四丁目の奇蹟（ヘンリー・ハーパー判事〈ジーン・ロックハート〉）※TV版（ソフト収録）
- 地獄のバスターズ（ヴェロニク〈マイケル・コンスタンタン〉[18]）※日本テレビ版
- シティ・オブ・ジョイ
- シドニー・シェルダン 時間の砂
- シャーロック・ホームズの素敵な挑戦（ベルガー）
- 重犯罪特捜班/ザ・セブン・アップス（ジェリー）※テレビ朝日版
- 少林寺三十六房（陳燕萍）
- 少林寺への道（リャン）
- 新・明日に向って撃て!（レイ・ブレッドソー保安官〈ジェフ・コーリー〉）
- スーパーマンII ※テレビ朝日旧録版
- スウォーム ※テレビ朝日版
- スカーレット&ブラック（ランゲンタール伯爵〈ヴァーノン・ドブチェフ〉）
- スター・ウォーズ エピソード5/帝国の逆襲（ロース・ニーダ艦長〈マイケル・カルバー〉）※劇場公開版（リミテッド・エディションDVD収録）
- ストローカーエース（デヴィッド・ホッブス、ケン）
- 素晴らしきヒコーキ野郎 ※NHK版
- スプラッシュ（ジデル博士〈ハワード・モリス〉）※フジテレビ版
- 青春の輝き
- セブン（弁護士、警官3・6、男）※テレビ東京版
- 戦艦シュペー号の最後（デムーラン大使）※フジテレビ版
- 底抜け大学教授
- 底抜けもててもてて（ハーバートの父、ヴァン・ヴォーリス）
- 007 ダイヤモンドは永遠に（メッツ教授〈ジョゼフ・ファースト〉）※TBS旧録版、（フェリックス・ライター〈ノーマン・バートン〉）※TBS新録版
- ダンケルク（ピノ〈ジョルジュ・ジェレ〉）
- ダンシング・ヒーロー（ダグ・ヘイスティングス〈バリー・オットー〉）
- チャールズ・ブロンソン/愛と銃弾（ルイス・モンク〈ストローザー・マーティン〉）
- チャイナタウン（ホリス・モーレイ〈ダレル・ツワーリング〉）
- 月の輝く夜に（ペリー〈ジョン・マホーニー〉）※JAL機内上映版
- 刑事（デイヴ・ショーンステイン〈ジャック・クラグマン〉）
- テキサスSWAT
- デッドフォール（シュローダー署長〈ジェフリー・ルイス〉）※ソフト版
- デビルスピーク（ハウプトマン）
- ドク・ハリウッド（エバンス判事〈ロバーツ・ブロッサム〉）※ソフト版
- トブルク戦線
- ドラブル
- 南北酔拳（銀行の頭取〈ディーン・セキ〉）
- ノー・マーシィ/非情の愛
- ハイウェイ（判事〈ポール・フィックス〉）
- 裸の銃を持つ男シリーズ（テッド・オルソン〈エド・ウィリアムス〉）※テレビ朝日版
  - 裸の銃を持つ男
  - 裸の銃を持つ男 PART2 1/2
  - 裸の銃を持つ男 PART33 1/3 最後の侮辱
- バック・トゥ・ザ・フューチャー PART3（酒場の老人1〈パット・バトラム〉）※テレビ朝日版（BD＆思い出の復刻版DVD収録）
- ハドソン・ホーク（ゲイツ）※日本テレビ版
- パニック・イン・スタジアム（ハワード・コセル）※テレビ朝日版
- ハメット
- ハワード・ザ・ダック/暗黒魔王の陰謀（ウェルカー〈ポール・ギルフォイル〉）※フジテレビ版（ソフト収録）
- ハンナとその姉妹（ウィルクス医師〈リチャード・ジェンキンス〉）
- 評決（タウラー医師〈ウェズリー・アディ〉）
- ピンク・パンサー4（ボールズ教授）
- 不思議の国のアリス（いも虫〈ラルフ・リチャードソン〉）
- ブレイクアウト（ヘンダーソン）
- ブロークン・ハイウェイ（ヘンリー）
- プロジェクトA2 史上最大の標的（チー総監〈クワン・ホイサン〉）※フジテレビ版（エクストリーム・エディションBD収録）
- ベイビー、ウォンテッド!
- 北京の55日
- ペット・セメタリー（ビル・ベータマン）※フジテレビ版
- ペリカン文書（スミス・キーン編集長〈ジョン・リスゴー〉）※ソフト版
- ベン・ハー（セクタス）※日本テレビ新録版
- ボー・ジェスト（軍医、軍曹、大尉）
- 北海ハイジャック（赤帽、エグヌゼン、ジョー、ラジオの声）※フジテレビ版
- 炎のランナー（キーズの学長〈リンゼイ・アンダーソン〉、キャドガン卿〈パトリック・マギー〉）
- ポパイ（税金取り〈ドナルド・モファット〉）※フジテレビ版
- ポリスアカデミー2 全員出動!（ヘンリー・J・ハースト長官〈ジョージ・R・ロバートソン〉）
- マグダレーナ/美しき娼婦（ノストラー神父〈アンソニー・クエイル〉）
- マッカーサー ※TBS版
- マック（クラインマン〈イヴァン・ジョージ・ラド〉）※JAL機内上映版
- ミスター・ノーボディ（エース）※フジテレビ版
- Mr.Boo!ミスター・ブー
- むく犬ディグビー（ジェームソン博士〈ミロ・オーシャ〉、ロジャーソン団長〈ガーフィールド・モーガン〉）
- 名犬ラッシー/宇宙は近いぞ、ラッシー!（ポール・ローリー医師〈リチャード・クレイン〉）
- 名犬ラッシー/ラッシーの“クーガーはともだち”（レン・ブリッグス〈スチュアート・ランドール〉）※ビデオ版
- 面会時間（検事、コルトの父）
- 燃えよNINJA（ダラーズ）
- ラブ・バッグ（ウー）
- ラブ・バッグ/モンテカルロ大爆走（カフェの男）
- 霊幻道士3 キョンシーの七不思議（マオ道士〈リチャード・ン〉）
- 霊幻道士 こちらキョンシー退治局（ツォン局長〈リチャード・ン〉）
- レインマン（ジョン・ムーニー）※TBS版
- ローズ（ビリー・レイ〈ハリー・ディーン・スタントン〉）
- ロッキー3（レフェリー〈レッドシューズ・ドゥーガン〉）※TBS版
- ワーロック ※テレビ朝日版

#### ドラマ
- アボンリーへの道（バケット〈ラミー・ビショップ〉、執行吏）
- アメリカン・ヒーロー
- アリー my Love（カッツ〈エイドリアン・スパークス〉）#13
- ER緊急救命室
  - シーズン4（ウォン・ソク・ジャン）#17
  - シーズン5（レオネリ）#17
  - シーズン6（クレイトン〈ピエリーノ・マスカリーノ〉）#12
  - シーズン7（ラルフ・マイヤーズ〈アート・フランケル〉）#22
  - シーズン10（ケン・チェン〈ジョージ・チェン〉）
  - シーズン11（ケン・チェン〈ヘンリー・オー〉）
- インディ・ジョーンズ/若き日の大冒険（アドラー）
- 宇宙大作戦（マイク）
- 奥さまは魔女 #102 183 190
- 俺がハマーだ! シーズン2 #17（フリッツ・ルシャット知事〈ジェームズ・カレン〉）
- 俺たち賞金稼ぎ!!フォール・ガイ
- がんばれ!ベアーズ シーズン1 #1（シャンレー）
- クローザー（グイライ）
- 刑事コロンボシリーズ
  - 偶像のレクイエム（撮影監督）
  - 溶ける糸（鑑識課員）
  - 野望の果て（チャドウィック〈ヴィトー・スコッティ〉）
  - 別れのワイン（レストランのマネージャー）
  - 白鳥の歌（グリンデル〈ヴィトー・スコッティ〉）
  - 逆転の構図（トマス・ドーラン〈ヴィトー・スコッティ〉、レイ社長、鑑識）
- こちらブルームーン探偵社 シーズン4 #12（ハックリー牧師）
- ザ・ホワイトハウス2（シャリック〈コービン・バーンセン〉）
- ジェシカおばさんの事件簿
  - 愛犬が犯人なんて
  - 学園に死の影が（ヘンリー・ヘイワード〈ジョン・ヴァーノン〉）
  - サーカスに死が訪れる（バート）
  - 広告とるのも命がけ（マイロン〈ビル・メイシー〉）
  - 殺意のデッドライン（ウォルター〈ティム・オコナー〉）
- 事件記者ルー・グラント（チャールズ・ヒューム〈メイソン・アダムズ〉）
- シドニー・シェルダンの明日があるなら（ボリス・メルニコフ〈ヴァーノン・ドブチェフ〉）※ビデオ版
- シャーロック・ホームズの冒険 ブルース・パーティントン設計書（ウーリッジ駅職員）
- 主任警部モース（教区委員）#3
- 私立探偵マグナム シーズン2 #4（マーク・ハルヴァー大佐）
- 新アウターリミッツ（ウェイン）
- 新スパイ大作戦
  - ザ・キラー（釣り人、冒頭のパーティにいる男）
  - 運命の十字架（アシュトン団長）
  - BC4000年の呪い（ファーセイ、映画の観客）
- スタートレック:ディープ・スペース・ナイン（チャールズ・ワトレー提督〈アーネスト・ペリー・Jr〉）
- スパイ大作戦
  - 偽造フィルムを暴露せよ
  - ストレート・フウラッシュ（ウィリアム）
  - 二重スパイをでっちあげろ!（ヤトコフ大佐）※追加録音
  - 巨大シンジケートをたたきつぶせ（ローレンス）
  - 毒ガス! 全市滅亡の危機（ケイマン）
  - 殺し屋を消せ!（ハリス）
  - 隔離室で何が起こったか?（主任）
  - 陸軍給与を奪回せよ!（バルシ、冒頭の大尉）
  - 細菌兵器TOD-5（グリーン、兵士）
  - 戦慄“殺しの横顔”（ウォーレイ、撮影スタッフ）
  - 殺人請負人（デイヴ、レフェリー）
- 素晴らしき日々（ディパーナ教頭〈レイ・バーク〉）
- 0011ナポレオン・ソロ S1-E07（スミス）
- 捜査官クリーガン（ストーカー）
- 狙撃者/ボーン・アイデンティティ（ストッセル）※ソフト版
- 探偵レミントン・スティール
- 地上最強の美女バイオニック・ジェミー
- ツイン・ピークス シーズン2（アンドルー・パッカード〈ダン・オハーリー〉）
- 特捜刑事マイアミ・バイス シーズン3 #4（カール）、#19（カプラン検事補）、#24（チェット・ブレイクモア）
- 特捜班CI-5（ダービー〈ロバート・ウルクハート〉）
- 特攻野郎Aチーム シーズン2 #1（モリー・モラン）、#22（アーティ・シモンズ）
- ナイトライダー
  - シーズン1 #1「電子頭脳スーパーカー誕生」（クレイグ・グレイ〈ランス・レガルト〉）※パイロット版
  - シーズン1 #5「死の山荘脱出作戦!!ナイト2000殺しのバリケード大突破」（ラッセル・フォーブス議員〈ブルース・グレイ〉）
  - シーズン3 #5「悪魔のナイト2000カールまたまた出現!復讐の空中大勝負!!」（エディ〈エド・クリック〉）
- ナルニア国物語（ラマンドゥ）
- ニキータ（ヨヴァン・ミヨヴィッチ〈デイビット・カルデリシ〉）
- バグズ〜ハイテクスパイ大作戦（シーゲル〈アリスター・キャメロン〉）
- 裸の町（ジェームズ・ハロラン刑事〈ジェームズ・フランシスカス〉）
- ビバリーヒルズ青春白書
- フェーム/青春の旅立ち シーズン1 #3（アレックス・ティプトン）
- プリズナーNo.6 #2（ファザリング）
- ベイウォッチ（ホリス）
- ホワイトハウス（アイク・フーヴァー〈レスリー・ニールセン〉）
- マックス・ヘッドルーム（エドワーズ 他）
- マルコ・ポーロ シルクロードの冒険
- 名探偵ポワロ 死人の鏡（オークション司会者）※NHK版
- 名探偵モンク6（ヨナ・ブラウン〈ジョナサン・テリー〉）#13
- ヤングライダーズ（ロベル、司会）
- ルーツ（ジェームズ判事）※ソフト版
- ローハイド（テディ〈ジョン・アーウィン〉）

#### アニメ
時期不明
- 快傑くも人間（ナレーション、インフィナータの部下 他）

1969年
- 宇宙忍者ゴームズ（軍司令官、兵士、農民 他）
- まんがバットマン（アルフレッド）

1985年
- 戦え!超ロボット生命体トランスフォーマー（スパークプラグ、プロール、ギアーズ、スラッグ、スクラッパー、ブロウル 他）

1986年
- 戦え!超ロボット生命体トランスフォーマー2010（レックガー、ブロウル、クインテッサ星人、ユニクロン 他）

1987年
- ガミー・ベアの冒険（グラフィー〈初代〉）

1988年
- わんぱくダック夢冒険（助手）
- ロボコップ THE ANIMATION

1989年
- タンタンの冒険旅行 湖底のひみつ基地（トマソン〈デュボン〉）
- トランスフォーマー ザ・ムービー（プロール、レックガー、シャープネル、ボーンクラッシャー、クラニクス、クインテッサ1）
- ポパイ（大陸書房版）（神父）

1990年
- タンタンの冒険旅行 太陽の神殿（トマソン〈デュボン〉）

1995年
- アラジンの大冒険（ディング）

1998年
- タンタンの冒険

#### 人形劇
- 海底大戦争 スティングレイ 海底の宝物（地図を売りつけた男）
- キャプテン・スカーレット 北極の死闘!（守衛）
- ロンドン指令X
  - 超音波ライフル銃（管制官）
  - 国王暗殺計画（アナウンサー、気象観測船）

### 特撮
- 行け! 牛若小太郎（妖怪の声）
- 仮面ライダースーパー1（カメレキングの声）

### 人形劇
- 劇団飛行船 〜シンデレラ・幸せのガラスのくつ

### ラジオドラマ
- LF愛の広場 愛の証しのとき（1965年）

### ナレーション
- サイエンスチャンネル ナテハとフーシギのスペースファインダー（うんちく王）

### ボイスオーバー
- NHKスペシャル（NHK総合）
- BS世界のドキュメンタリー（NHK-BS1）
- BBCセレクション（NHK衛星放送）

### 舞台
- 劇団民藝公演
  - 五稜郭血書（1952年） - 兵士 [7]
  - 御料車物語（技工B）
  - ヴィルヘルム・テル
- 劇団三期会公演
  - 日本人民共和国（1963年） - 通訳[20]
  - 海鳴りの底から（1964年） - アドリアノ[21]
  - 木口小平氏は犬死（1964年） - コーラス[21]
  - 人間蒸発（1964年） - 並木主事[21]
  - 母（1964年） - 失業者ジゴルスキー[21]

### 映画
- めがね小僧（1958年 / 民芸映画社） - めがね屋さん

### その他コンテンツ
- ダーティペアの大冒険 ソノラマカセットスペシャル（メルトナン常務理事）
- トランスフォーマーテレフォン（スクラッパー）